# Lijst van wielrenners - A
Dit is een lijst van wielrenners met als beginletter van hun achternaam een A.

## Ab
- Antonio Abad Collado
- Henri Abadie
- René Abadie
- Igor Abakoumov
- Antoine Abate
- Willy Abbeloos
- Mara Abbott
- Djamolidin Abdoesjaparov (Abdoe)
- Yoshiyuki Abe
- Carlos Abellán
- Jozef Abelshausen

## Ac
- Joseph Achten
- Lucien Acou

## Ad
- François Adam
- Jens Adams
- Joeri Adams
- Bernard Adams
- Stefan Adamsson
- Loes Adegeest
- Vittorio Adorni
- Jan Adriaensens (de Lemme)
- René Adriaenssens

## Ae
- Niki Aebersold
- Frans Aerenhouts
- Jos van Aert
- Wout van Aert
- Jean Aerts
- Mario Aerts (Super Mario, Le Beau Mario)
- Paul Aerts
- Alexander Aeschbach

## Af
- Irene Affolati

## Ag
- Jesper Agergård
- Elio Aggiano
- Josu Agirre
- Valerio Agnoli
- Christophe Agnolutto
- Joaquim Agostinho (de Hulk)
- Ugo Agostoni
- Eva van Agt
- Peter van Agtmaal

## Ah
- Anniina Ahtosalo

## Ai
- Louis Aimar
- Lucien Aimar
- Bartolomeo Aimo

## Ak
- John van den Akker

## Al
- Thijs Al
- Arsène Alancourt
- Julian Alaphilippe
- Raúl Alarcón
- Jean Alavoine (Gars Jean)
- Robert Alban
- Giorgio Albani
- Michael Albasini
- Jos Alberts (1960)
- Jos Alberts (1961)
- Joseba Albizu
- Beñat Albizuri
- Raúl Alcalá
- Rolf Aldag
- Sissy van Alebeek
- Frans Alexander
- Jan Aling
- Henri Allard
- Mirko Allegrini
- Jessica Allen ( Australië)
- Stefano Allocchio
- João Almeida
- Marino Alonso
- Sandra Alonso
- Rudi Altig (de fietsende apotheek)
- Norman Alvis
- Martina Alzini

## Am
- Andrey Amador
- Marino Amadori
- Leo Amberg
- Alena Amjaljoesik
- Thijs van Amerongen
- Crescenzo D'Amore
- Frédéric Amorison
- Uwe Ampler

## An
- Matt Anand
- Christian Andersen
- Kim Andersen
- Susanne Andersen
- Phil Anderson (Skippy)
- Caroline Andersson
- Michael Andersson
- Nicolas Andre
- Frankie Andreu
- Dario Andriotto
- René Andrle
- Henry Anglade (Napoleon)
- Mario Anni
- Jacques Anquetil (Monsieur Chrono)
- Igor Antón
- Santo Anzà

## Ap
- Lander Aperribay

## Ar
- Javier Aramendia
- Andoni Aranaga
- Alex Aranburu
- Yukiya Arashiro
- Ronald Araya
- Maurice Archambaud (le nabot)
- Katie Archibald
- Mauricio Ardila
- Aleksandr Arekejev
- Willy Arend
- Joseph Areruya
- Moreno Argentin
- Luigi Arienti
- Luciano Armani
- Kristin Armstrong
- Lance Armstrong (the Boss)
- Sander Armée
- Megan Armitage
- Elizabeth Armitstead
- Dominique Arnaud
- Judith Arndt
- Nikias Arndt
- Reginald Arnold
- Dominique Arnould
- Marcel Arntz
- Wim Arras
- Pedro Arreitunandia
- Sofía Arreola
- José Luis Arrieta
- Gorka Arrizabalaga Aguirre
- Ángel Arroyo (De Poema)
- David Arroyo
- Miguel Arroyo
- Mikel Artetxe
- Marco Artunghi
- Kurt-Asle Arvesen
- Alice Maria Arzuffi

## As
- Luca Ascani
- Kasper Asgreen
- Hossein Askari
- Olivier Asmaker
- Igor Astarloa
- Mikel Astarloza
- Giancarlo Astrua

## At
- Darwin Atapuma
- Julián Atehortua
- Daniel Atienza

## Au
- Hippolyte Aucouturier (De verschrikkelijke)
- Jules Audy
- Andrus Aug
- Stéphane Augé
- Guillaume Auger
- Ludovic Auger
- Fernand Augereau
- John-Lee Augustyn
- Alexandre Aulas
- André Auquier
- Lauri Aus

## Ax
- Niklas Axelsson

## Ay
- Juan Ayuso

## Az
- Jorge Azanza
- José Azevedo (the Ace)

A · B · C · D · E · F · G · H · I · J · K · L · M · N · O · P · Q · R · S · T · U · V · W · X · Y · Z